# Aeollanthus subacaulis
Aeollanthus subacaulis là một loài thực vật có hoa trong họ Hoa môi. Loài này được (Baker) Hua & Briq. mô tả khoa học đầu tiên năm 1900.